# Kvitt eller dubbelt (film)
Kvitt eller dubbelt (engelska: Champagne for Caesar) är en amerikansk komedifilm från 1950 i regi av Richard Whorf. Filmen är en satir om frågesportstävlingar.

## Handling
Den månglärde Beauregard Bottomly är arbetslös. När han söker anställning hos en tvålfabrikör blir han avvisad av den stroppige bolagsägaren Burnbridge Waters. För att hämnas ställer Bottomly upp i en frågesportstävling som sponsras av Waters. Prissumman dubblas varje gång man svarar rätt på en fråga, och Bottomly har som mål att ruinera Burnbridge Waters.

## Om filmen
Filmen innehåller musik av Dimitri Tiomkin. Den är producerad av Harry M. Popkin och Cardinal Pictures distribuerades ursprungligen av United Artists. 

## Rollista i urval
- Ronald Colman - Beauregard Bottomley
- Celeste Holm - Flame O'Neill
- Vincent Price - Burnbridge "Dirty" Waters
- Barbara Britton - Gwenn Bottomley
- Art Linkletter - Happy Hogan
- Byron Foulger - Gerald
- Mel Blanc - papegojan Caesars röst